# 鈴木哲夫 (実業家)
鈴木 哲夫（すずき てつお、1924年12月5日 - 2015年6月15日）は、日本の技術者、実業家。HOYA中興の祖・元名誉会長。

## 人物・経歴
愛知県瀬戸市生まれ。1943年東京工業大学（のちの東京科学大学）付属高等工業教員養成所卒業。
1944年東洋工学硝子製造所（現HOYA）技術長。1949年同社取締役工場長に昇格。1957年に岳父であり同社創業者の山中茂が病で倒れたため、その跡を受けて代表取締役社長に就任、5年間で売り上げを10倍の20億円に拡大し、社名を保谷硝子に変更、1961年に東証2部に株式上場を果たしたが、昭和40年不況により赤字・無配となり、1967年相談役に降格。
1970年代表取締役社長に復帰。1984年に社名をHOYAに改称し、光エレクトロニクスの高収益企業に飛躍させ、同社中興の祖とされる。HOYA代表執行役最高経営責任者の鈴木洋は子。1987年からはニューガラスフォーラム初代会長も務めた。
1993年、創業者山中茂の長男・山中衛に社長を譲って自身は会長に退いたが、2000年に自身の解任とともに衛も解任し、自身の長男・鈴木洋を社長に就任させた。一方で、米国流コーポレートカバナンス（企業統治）に倣い、2003年にHOYAを委員会設置会社に移行し取締役8人のうち社外取締役5人という構成に変えた。この間、1996年から企業研究会会長。
2015年肺炎のため死去。享年90。ホテルニューオータニ鶴の間でお別れの会が行われた。その後、国税庁東京国税局から相続財産約90億円の申告漏れが指摘された。

## 家族
- 妻・洋子（1934年生） ‐ HOYA創業者・山中茂の長女。同社共同創業者の山中正一は茂の兄。[11]
- 長男・鈴木洋 ‐ HOYA9代目社長[11]
- 義弟・山中衛（1938-2018） ‐ HOYA8代目社長。早稲田大学大学院商学研究科卒業後ニューヨーク大学大学院留学を経て保谷硝子入社。[11][12]
- 義弟・山中徹（1948年生） ‐ ケンコー・トキナー社長。慶応大学商学部卒業後小西六写真工業を経て1970年にケンコー取締役、1985年同社社長。[13]